# Maison de plage
Pour les articles homonymes, voir Maison (homonymie) et Plage (homonymie).
Une maison de plage (beach house, en anglais) est une forme d'architecture locale, de maison des régions côtières, littoraux, et plages, de mer, océan, lac, ou rivière.

## Histoire
Ce type d'habitation (qui remonte aux cités lacustres de la Préhistoire) implique des modes de construction et matériaux adaptés aux divers climats locaux de bord de mer du monde (terrains sableux ou rocheux, érosion, marée, humidité, eau de mer, tempête..., avec pilotis, bois de marine...). Ces maisons sont à ce jour souvent utilisées comme maison de vacances et résidence secondaire. 

## Photographies

Quelques maisons de plage
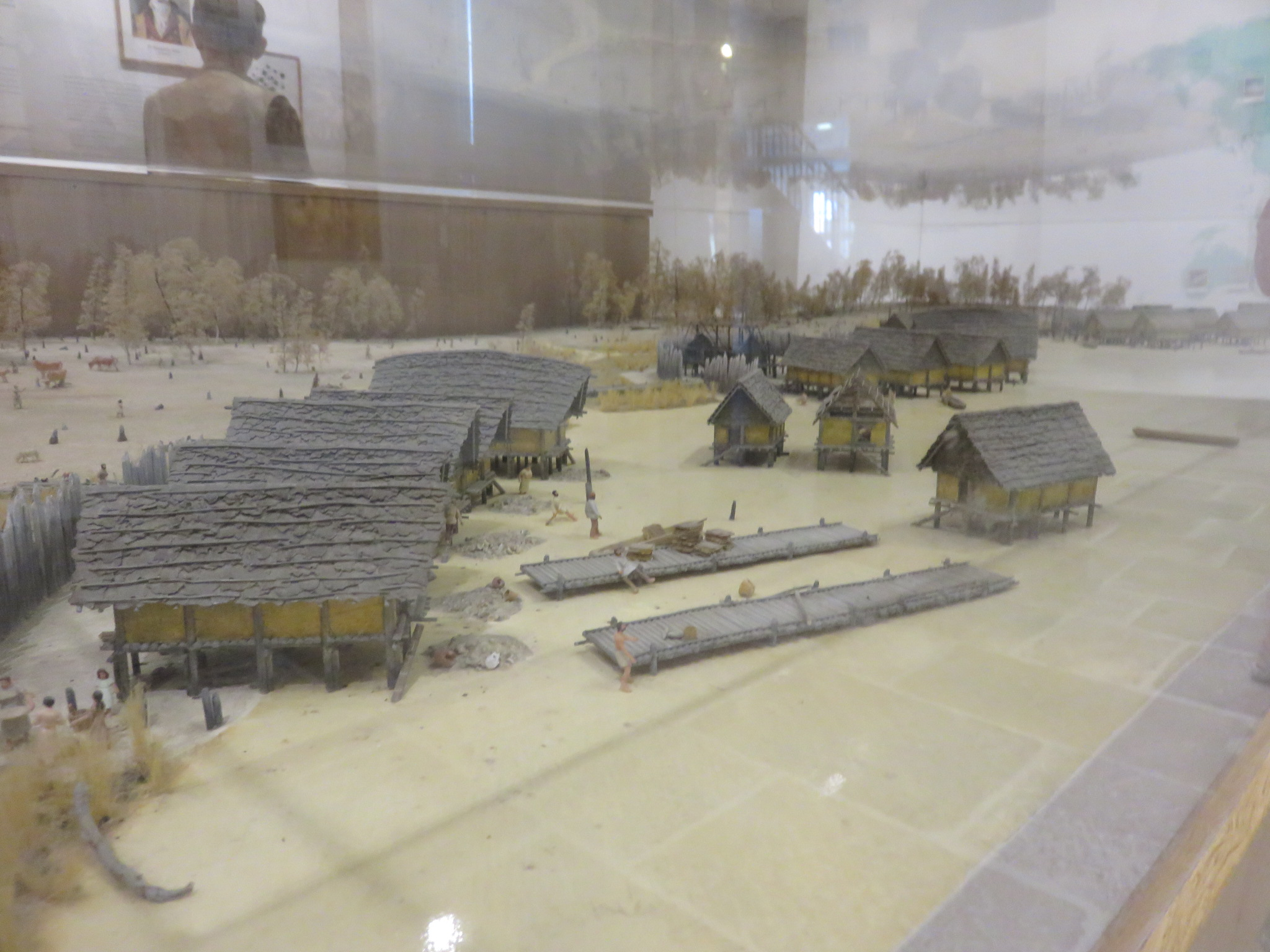
Cité lacustre néolithique (-4000 à -750) du lac de Chalain, dans le Jura.
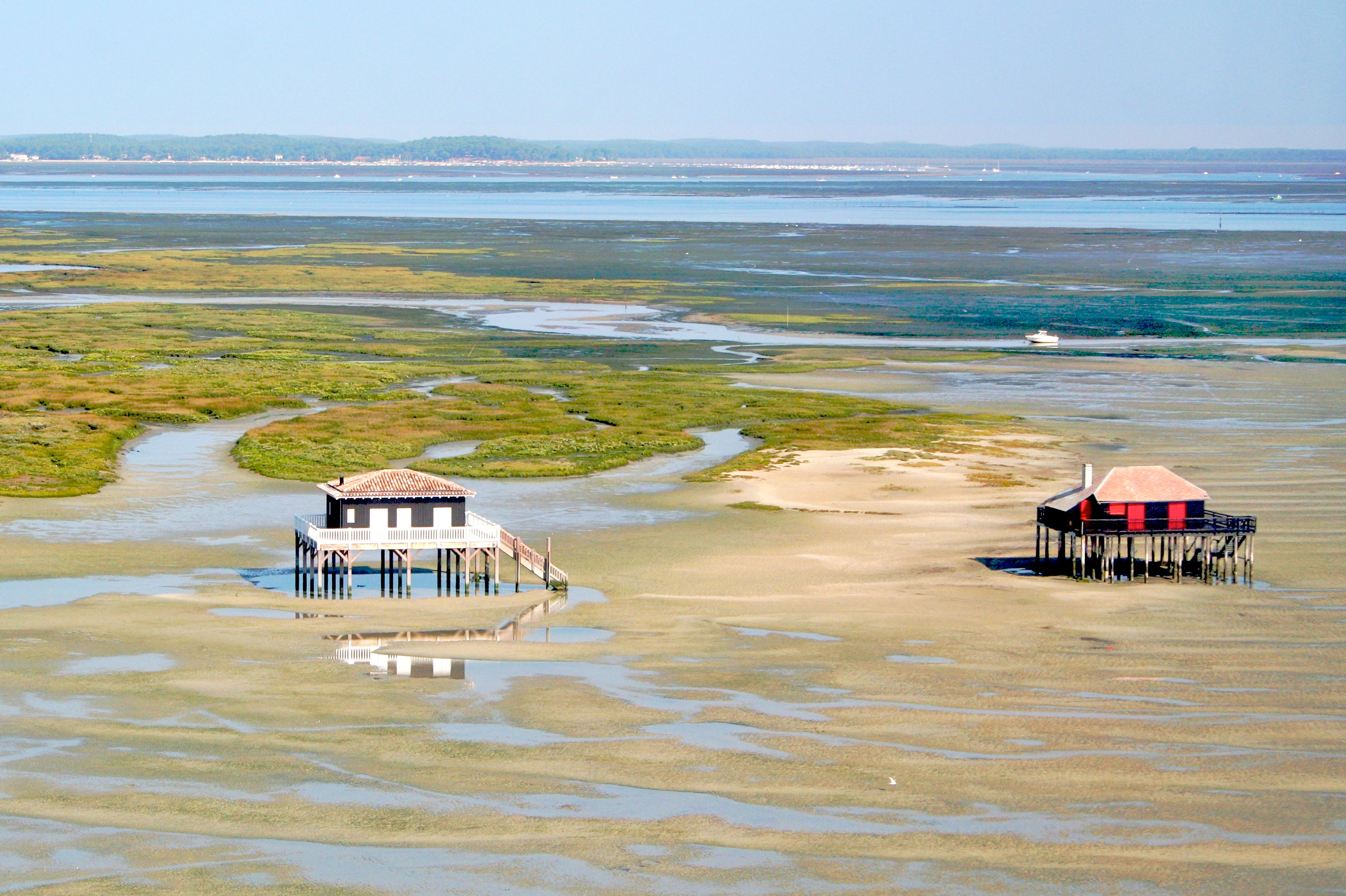
Cabane tchanquée, du bassin d'Arcachon
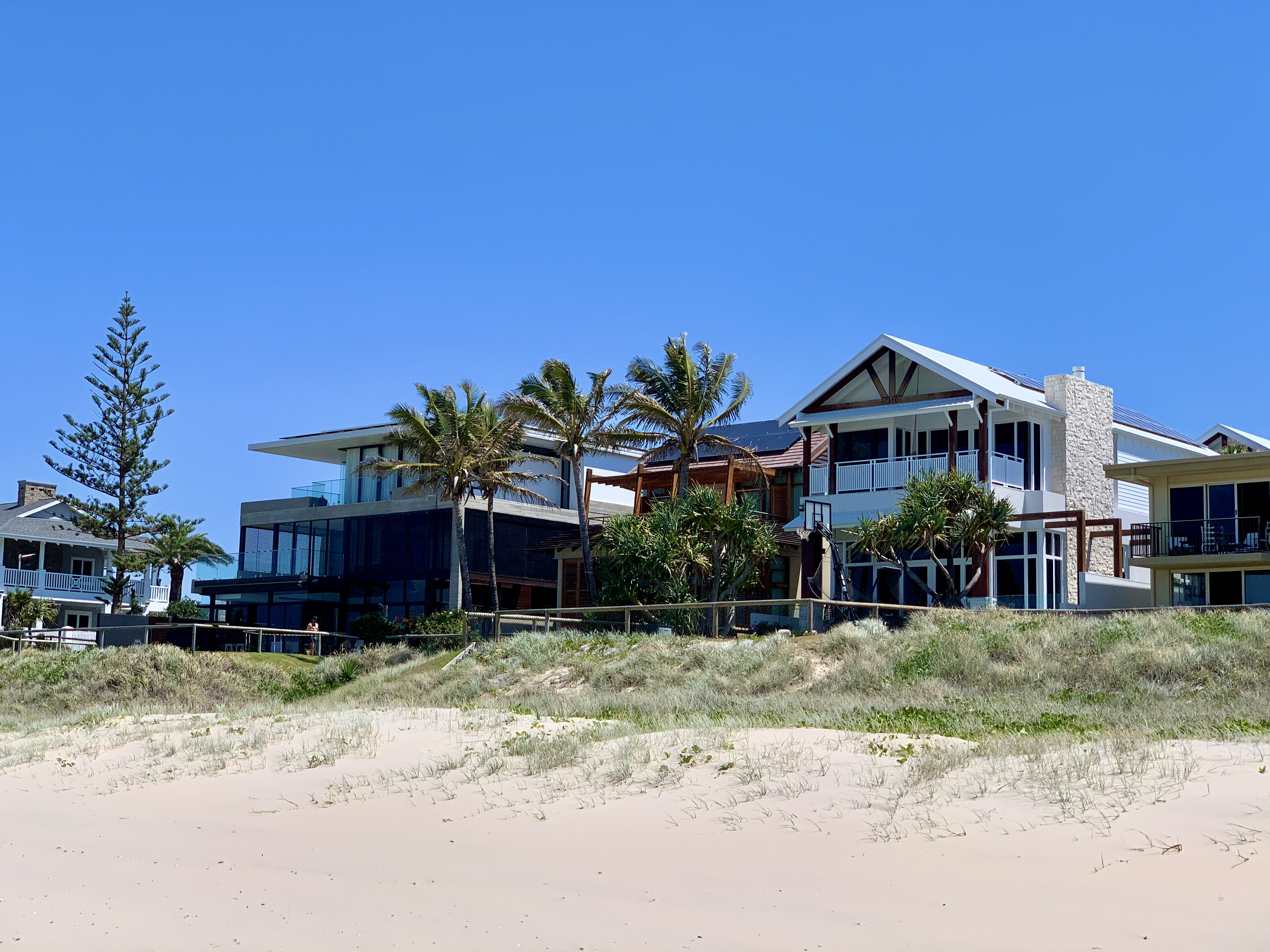
Queensland, en Australie
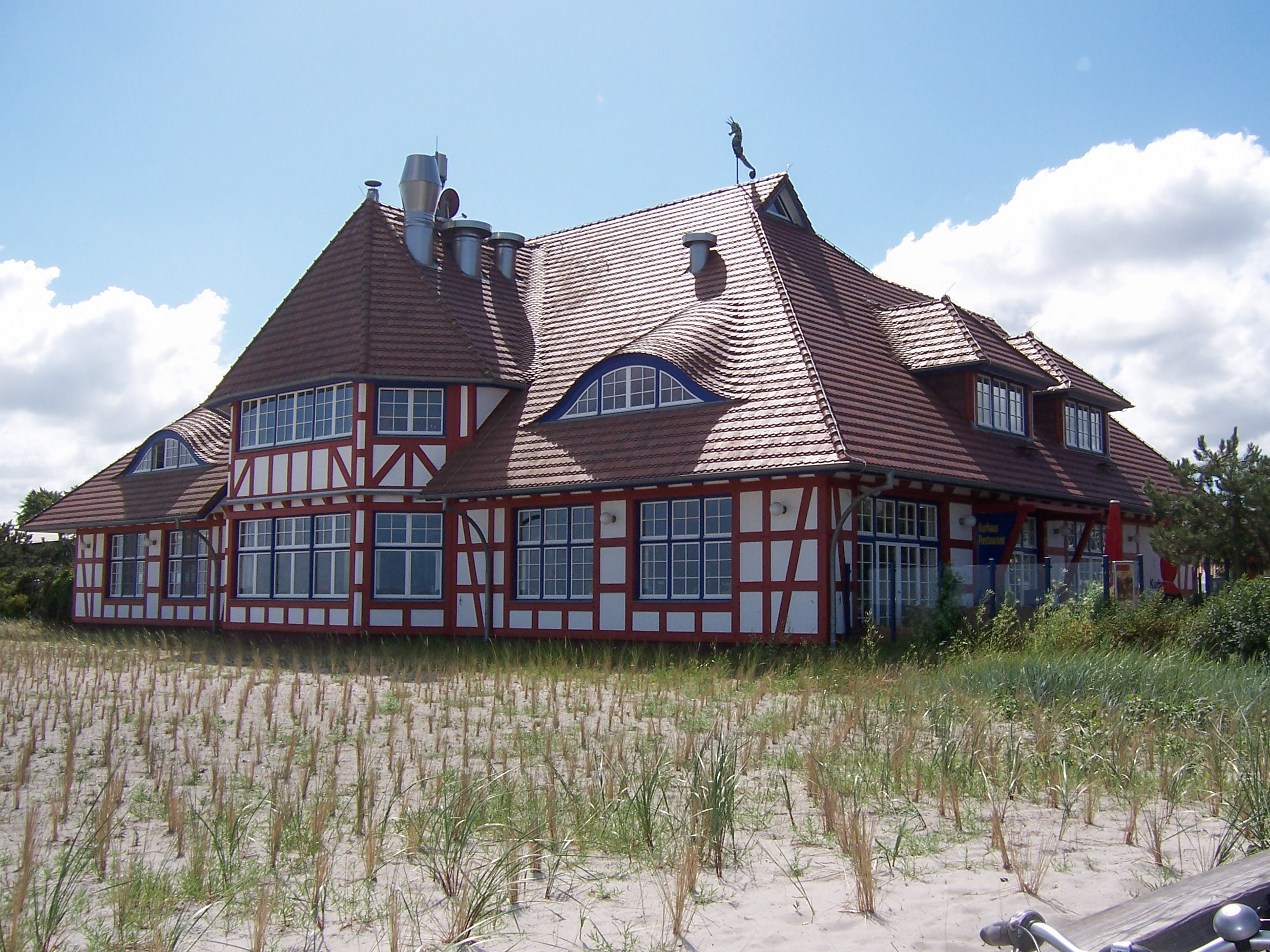
Maison à colombages, de Zingst, en Allemagne
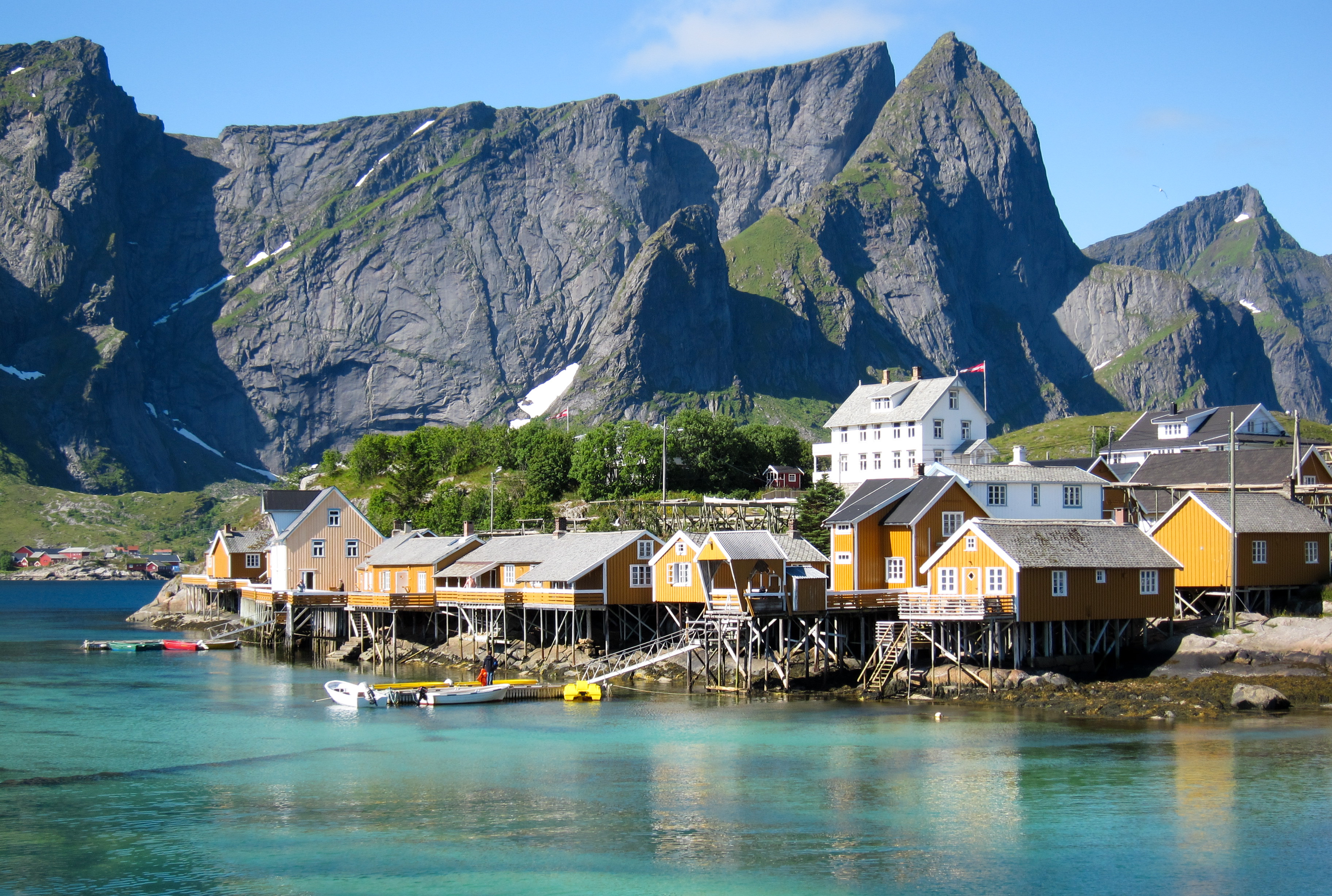
Sakrisøy, en Norvège
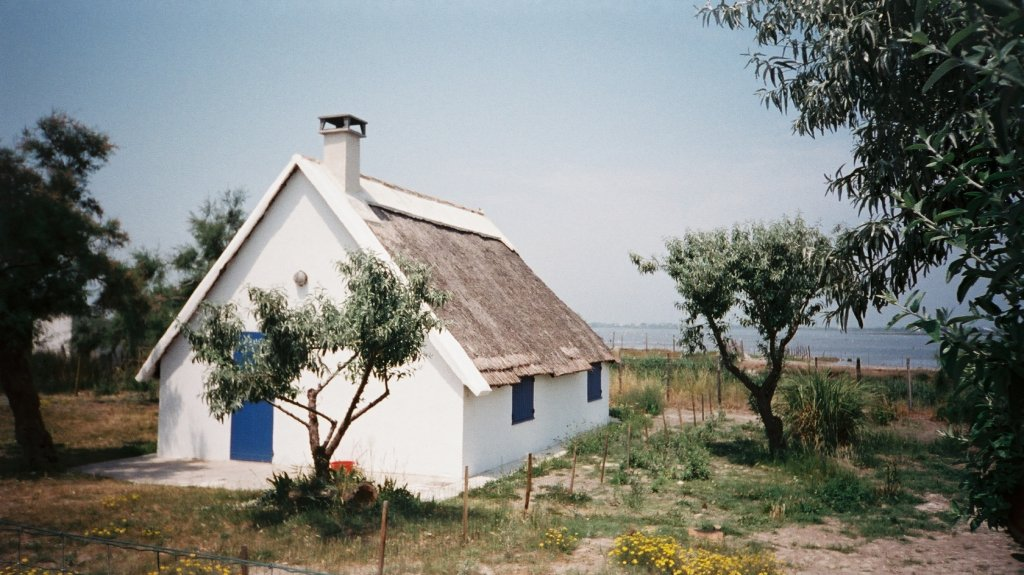
Cabane de gardian, de Saintes-Maries-de-la-Mer, en Camargue
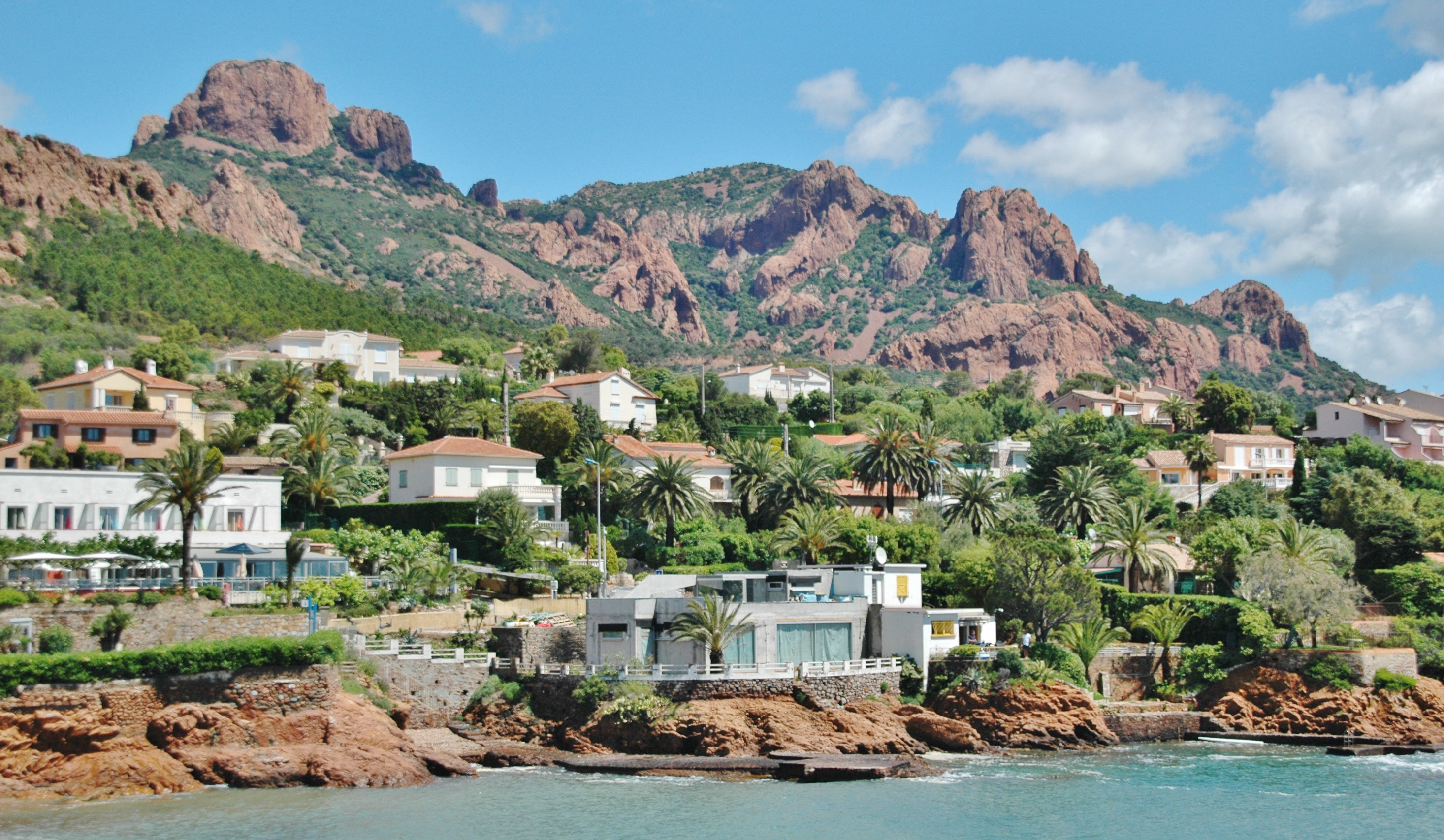
Massif de l'Esterel, sur la Côte d'Azur
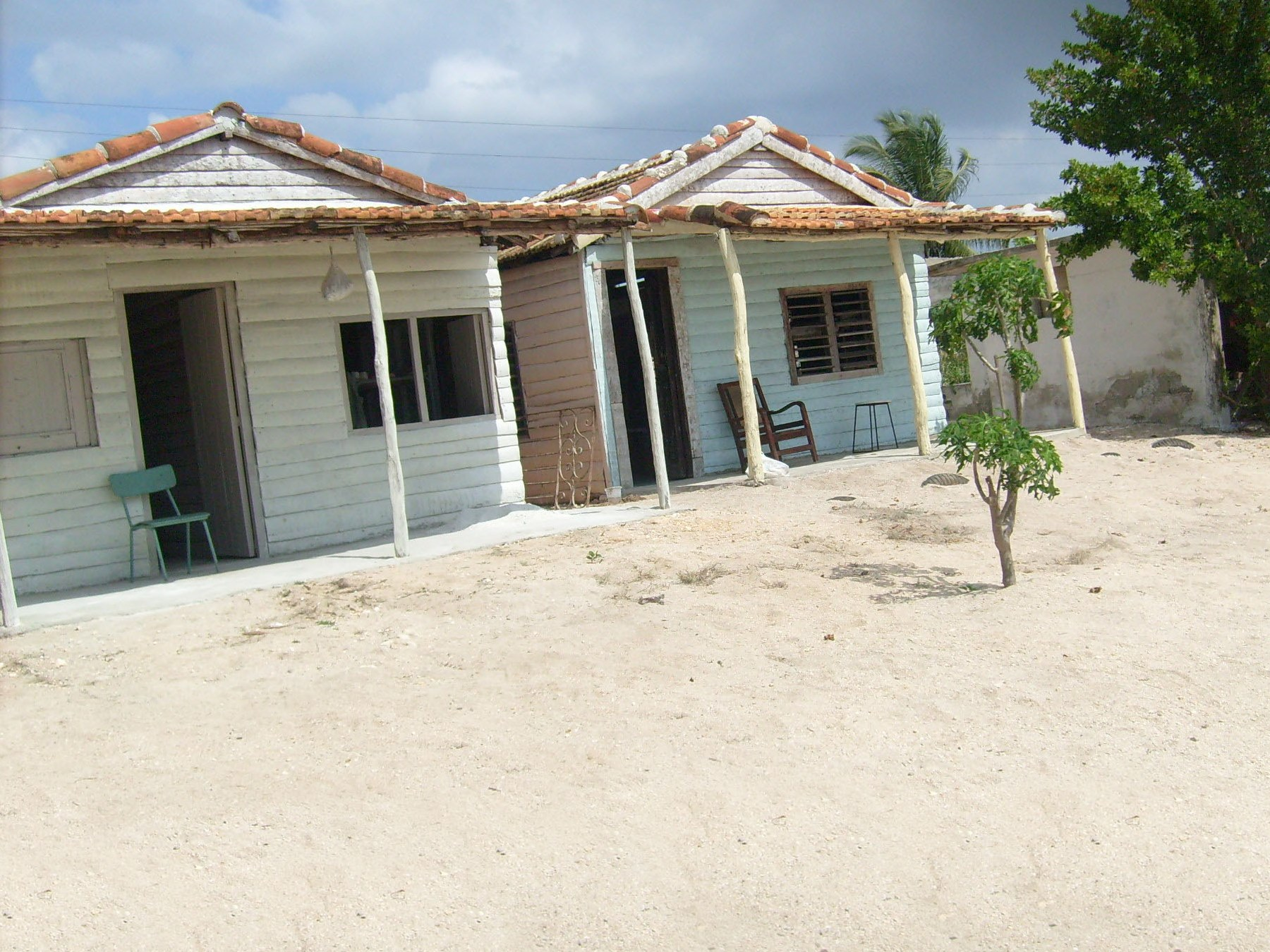
Cuba
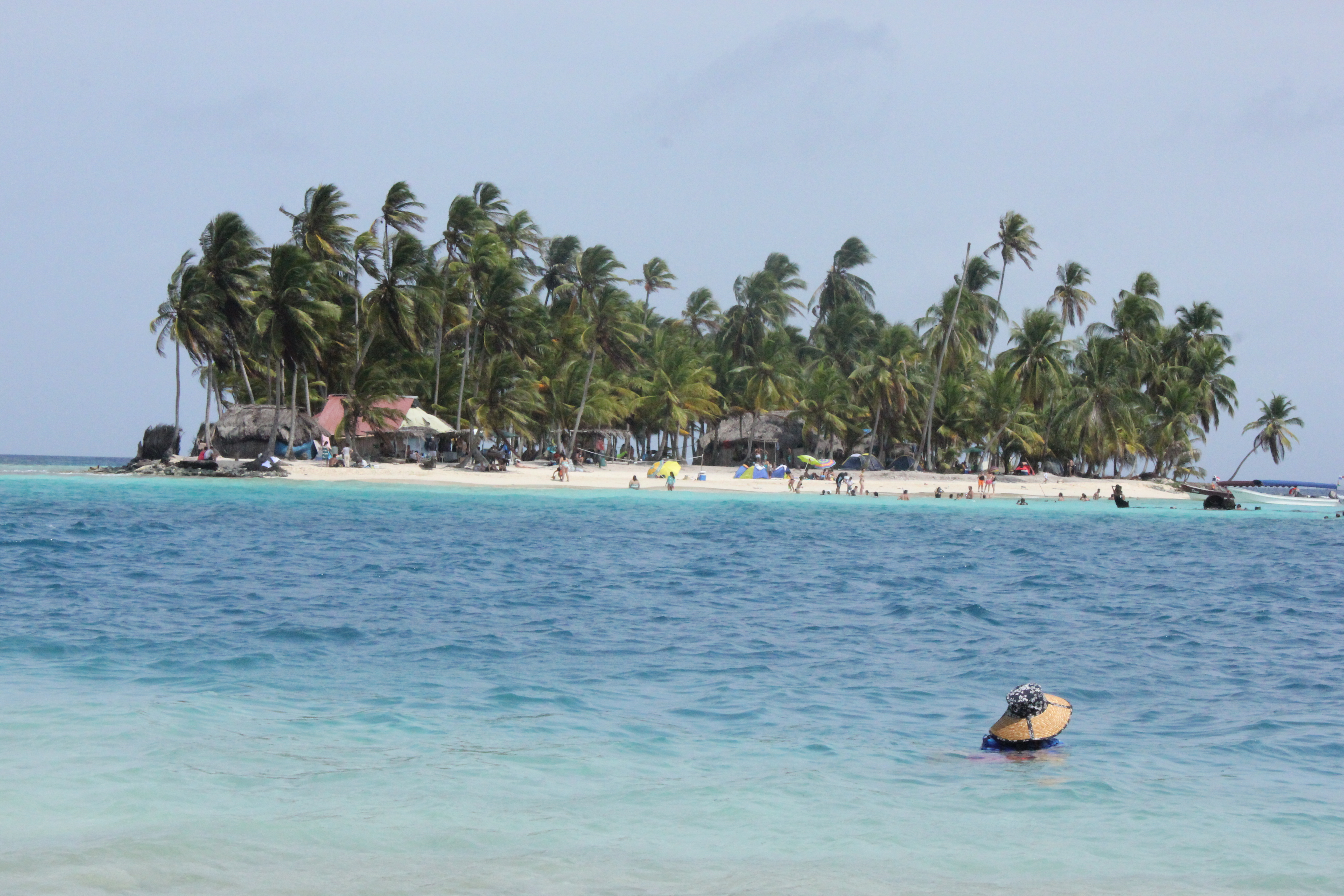
Archipel de San Blas, de Panama
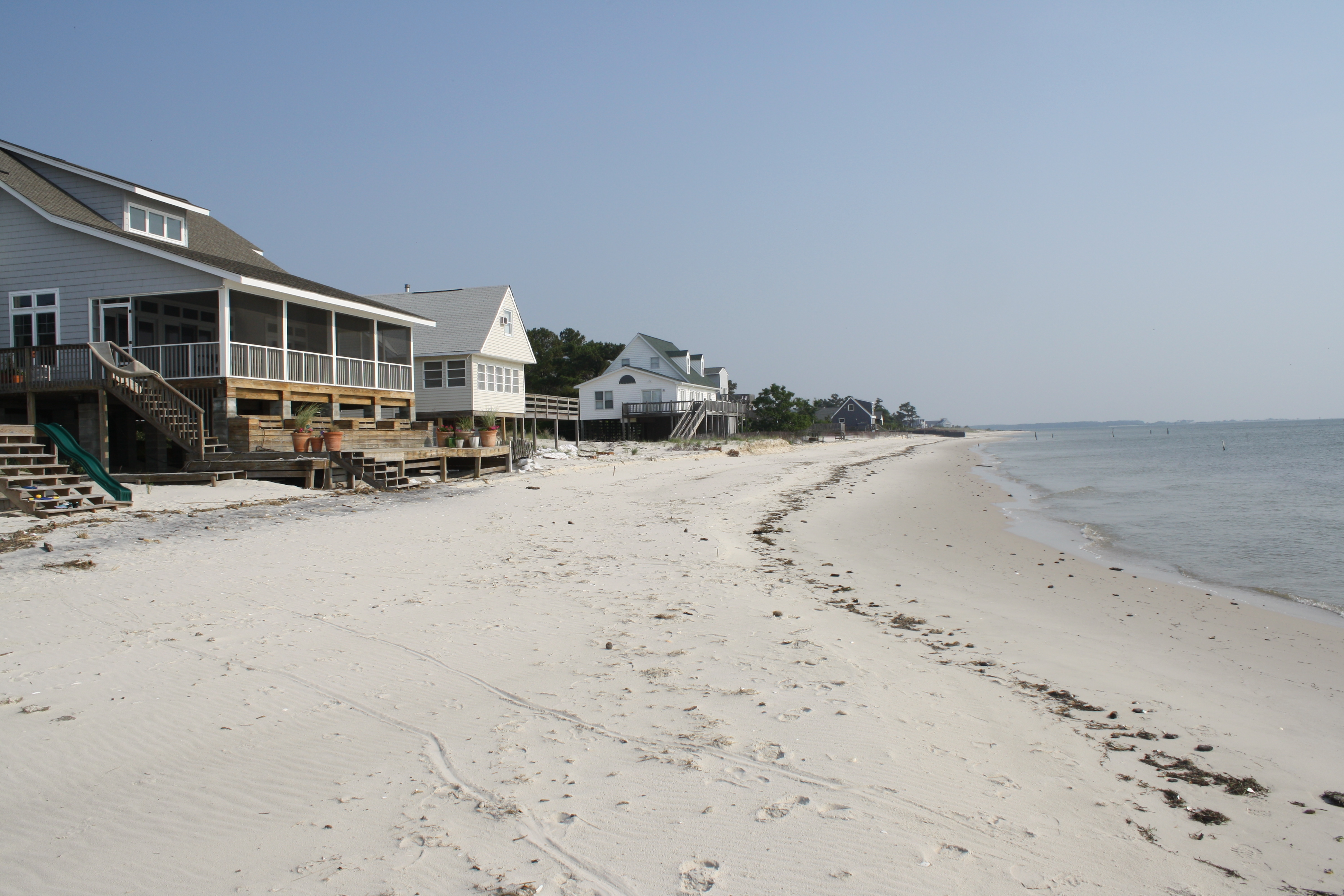
Virginie (États-Unis)
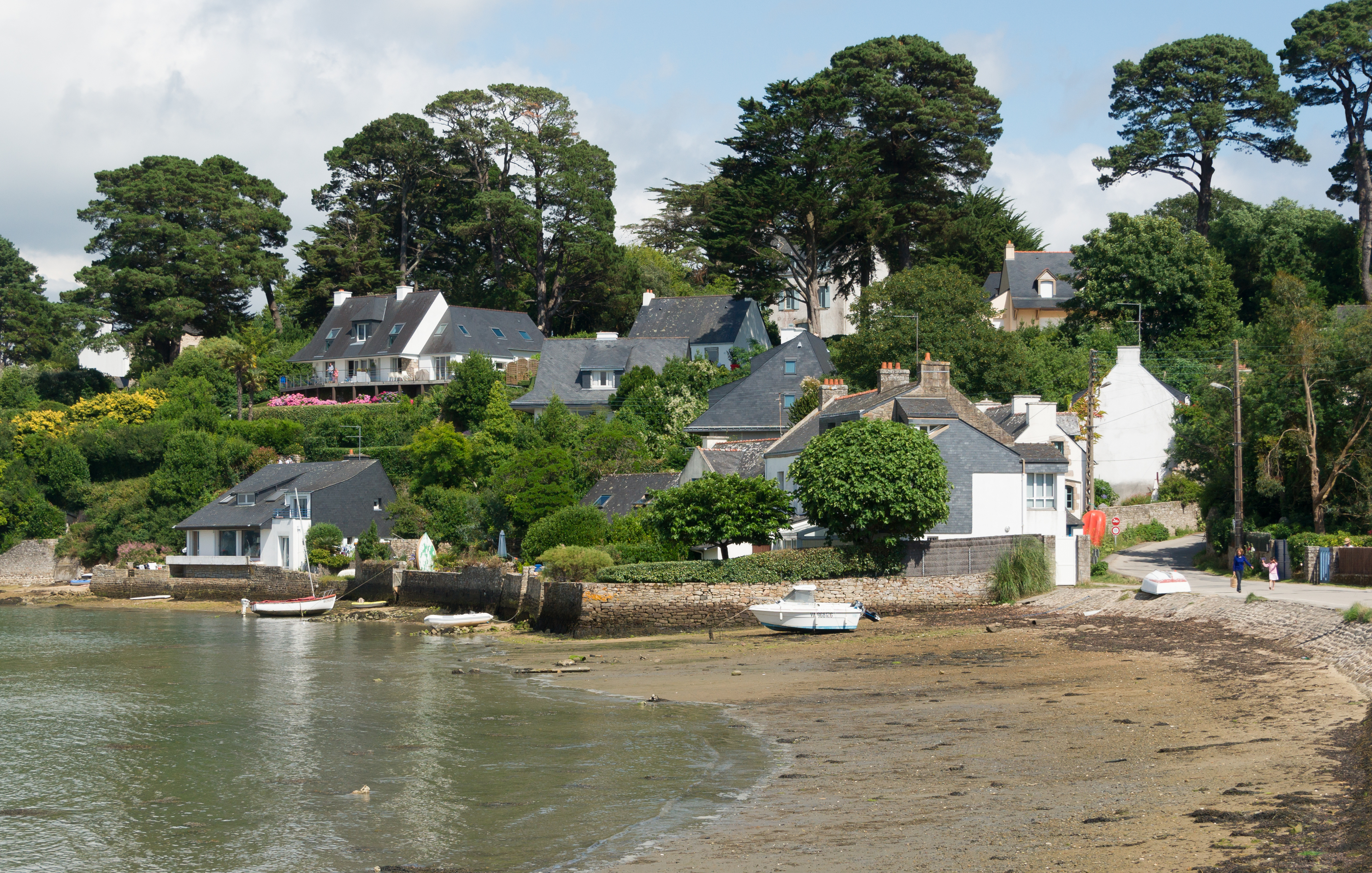
Île-aux-Moines du golfe du Morbihan en Bretagne
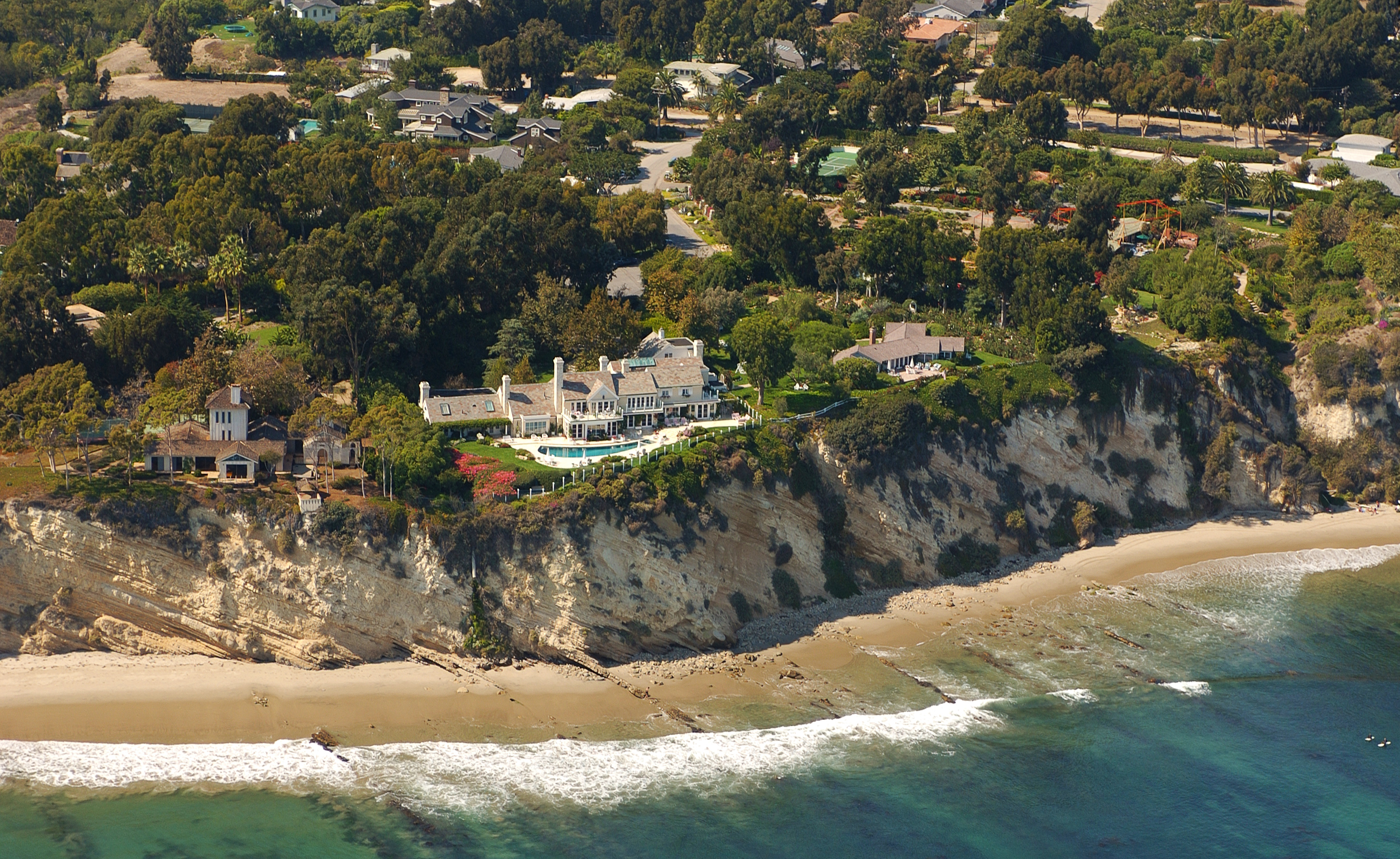
Malibu, en Californie
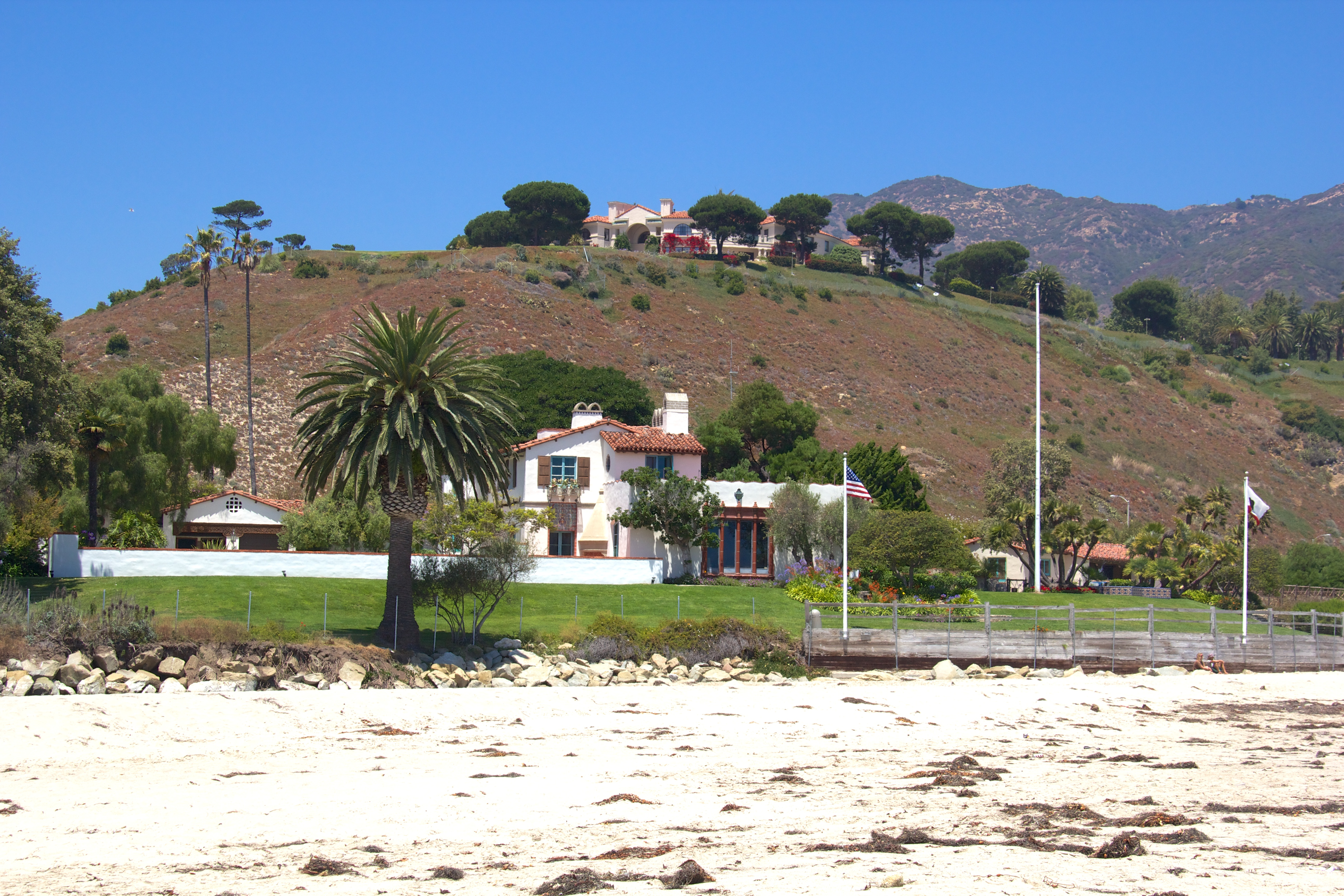
Malibu, en Californie
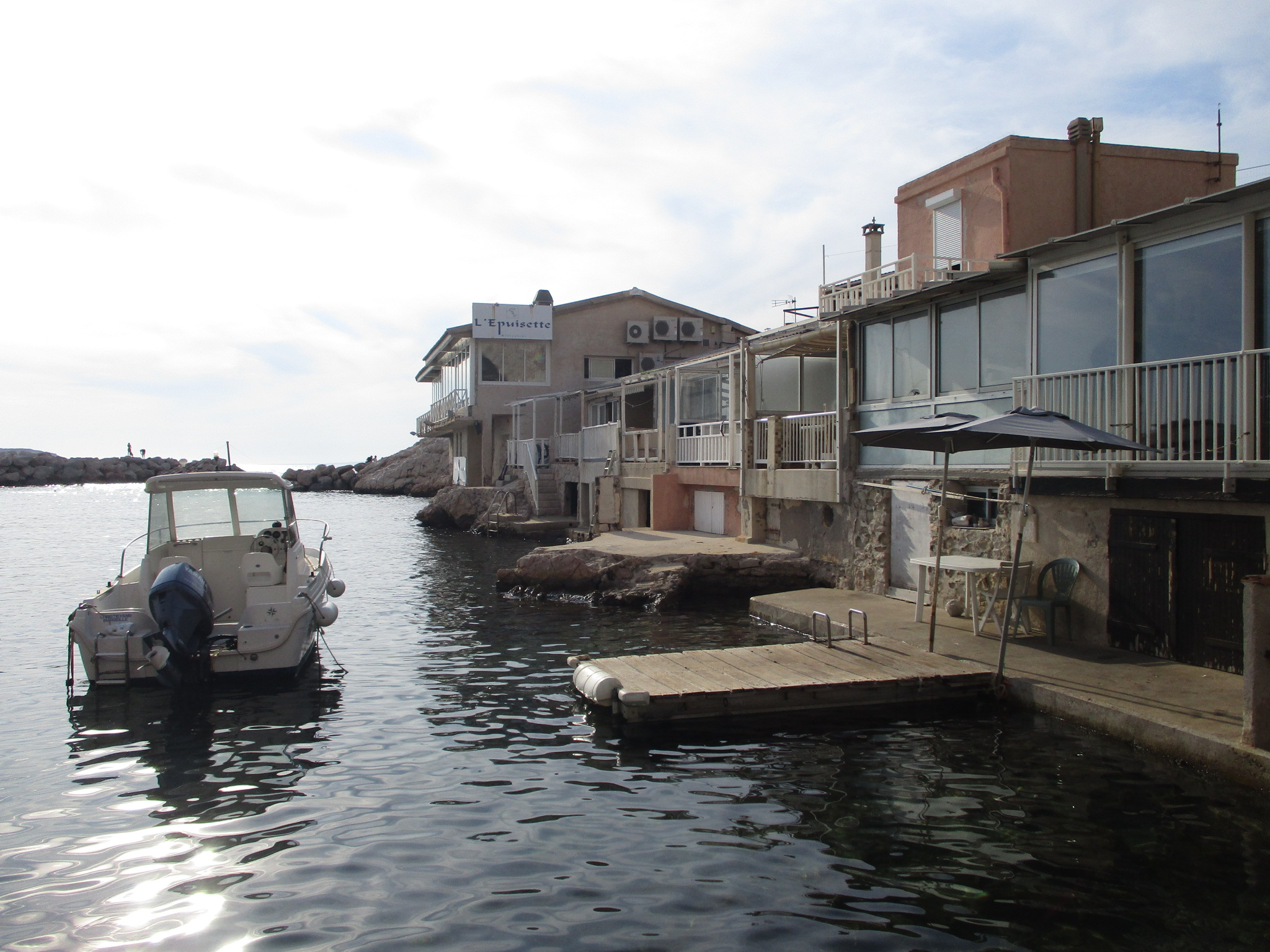
Vallon des Auffes, de Marseille

## Réglementation
En France, sentier littoral et artificialisation du littoral sont réglementés par la loi littoral depuis 1985. 

## Quelques maisons de plage célèbres

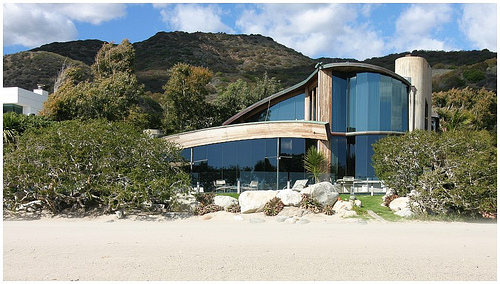
Villa Segel, de Malibu en Californie

- Villa Malaparte, de Capri en Italie
- La Madrague, de Brigitte Bardot, de Saint-Tropez
- Villa Kérylos, de Beaulieu-sur-Mer sur la Côte d'Azur
- Casa de Isla Negra, du poète Pablo Neruda, au Chili
- Eilean Donan, du loch Duich, du Highland en Écosse
- Fort Sarah-Bernhardt, de Belle-Île-en-Mer en Bretagne
- Villa Aujourd'hui, de l'abri de l'Olivette, du cap d'Antibes
- White Cliff Cottage, de Ian Fleming, du Kent en Angleterre
- Fort de Brégançon, de Bormes-les-Mimosas, sur le Côte d'Azur
- Goldeneye et James Bond Beach, de Ian Fleming, en Jamaïque
- Château de Costaérès, de la côte de granit rose de Trégastel en Bretagne
- Maison de Bill et Melinda Gates (style Pacifique lodge) du lac Washington, aux États-Unis
- Villa Segel (architecture californienne moderne et architecture organique) de John Lautner, de Malibu en Californie

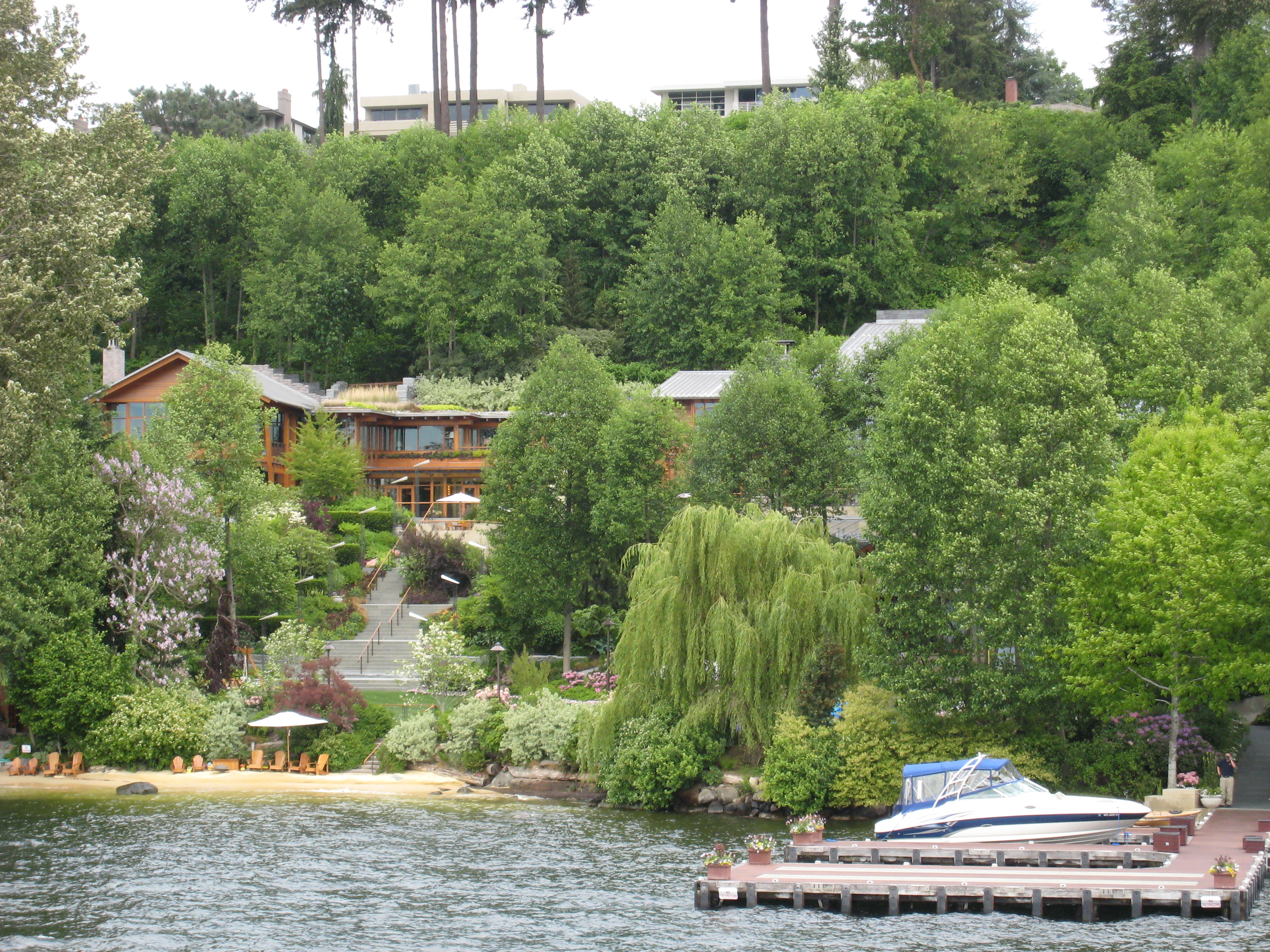
Maison de Bill et Melinda Gates, du lac Washington, aux États-Unis
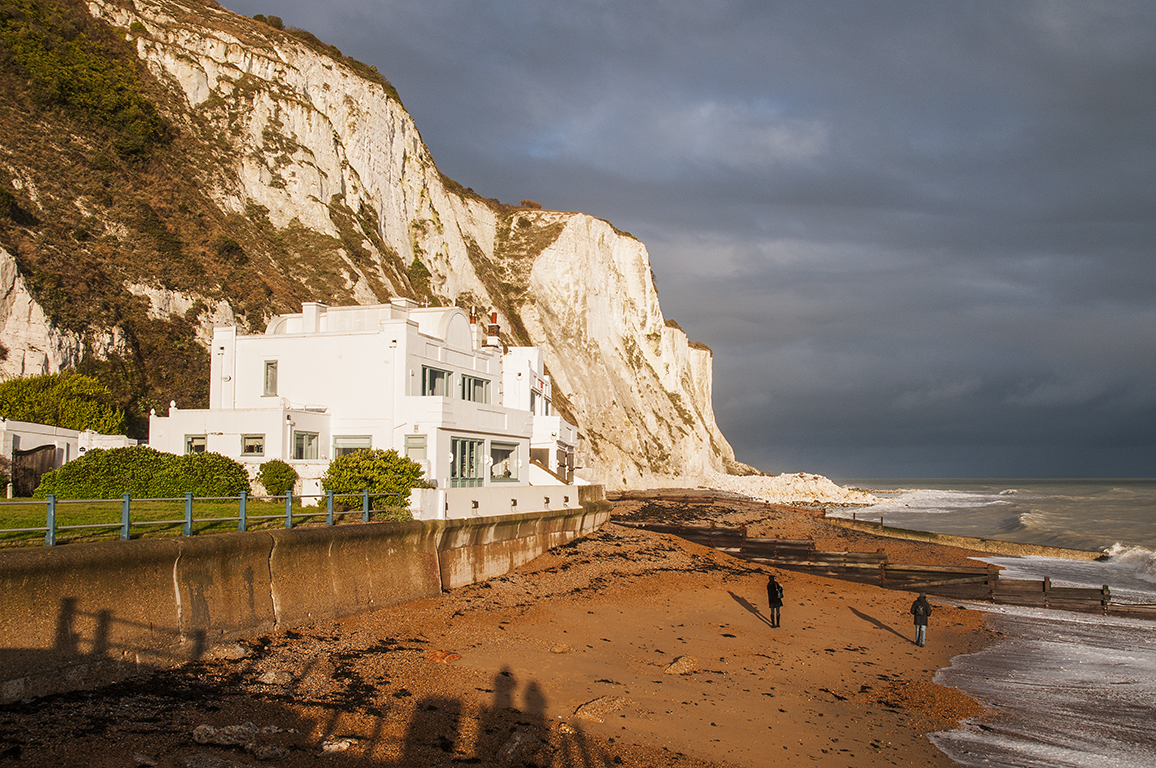
White Cliff Cottage, de Ian Fleming, du Kent en Angleterre
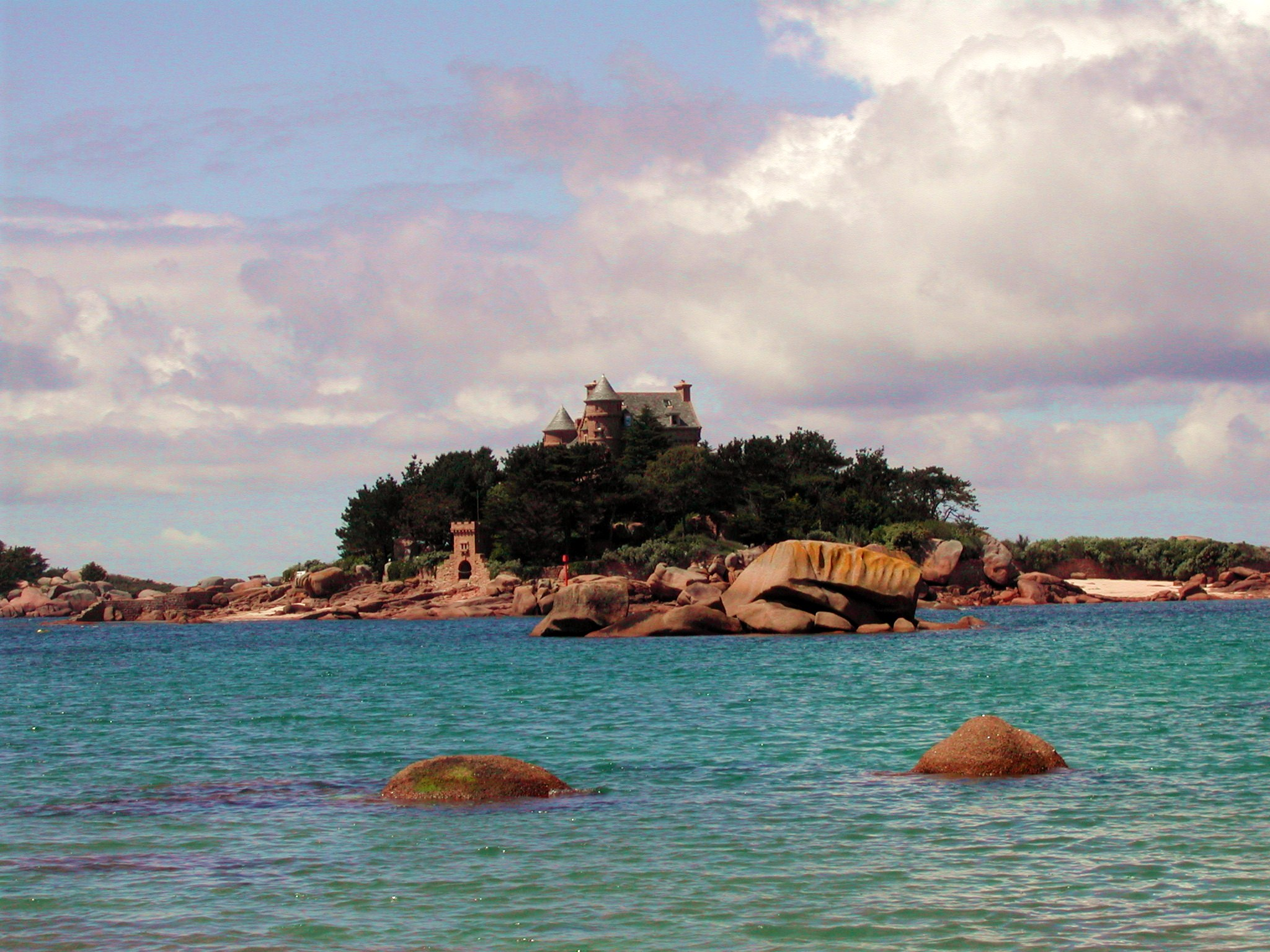
Château de Costaérès, de Trégastel en Bretagne
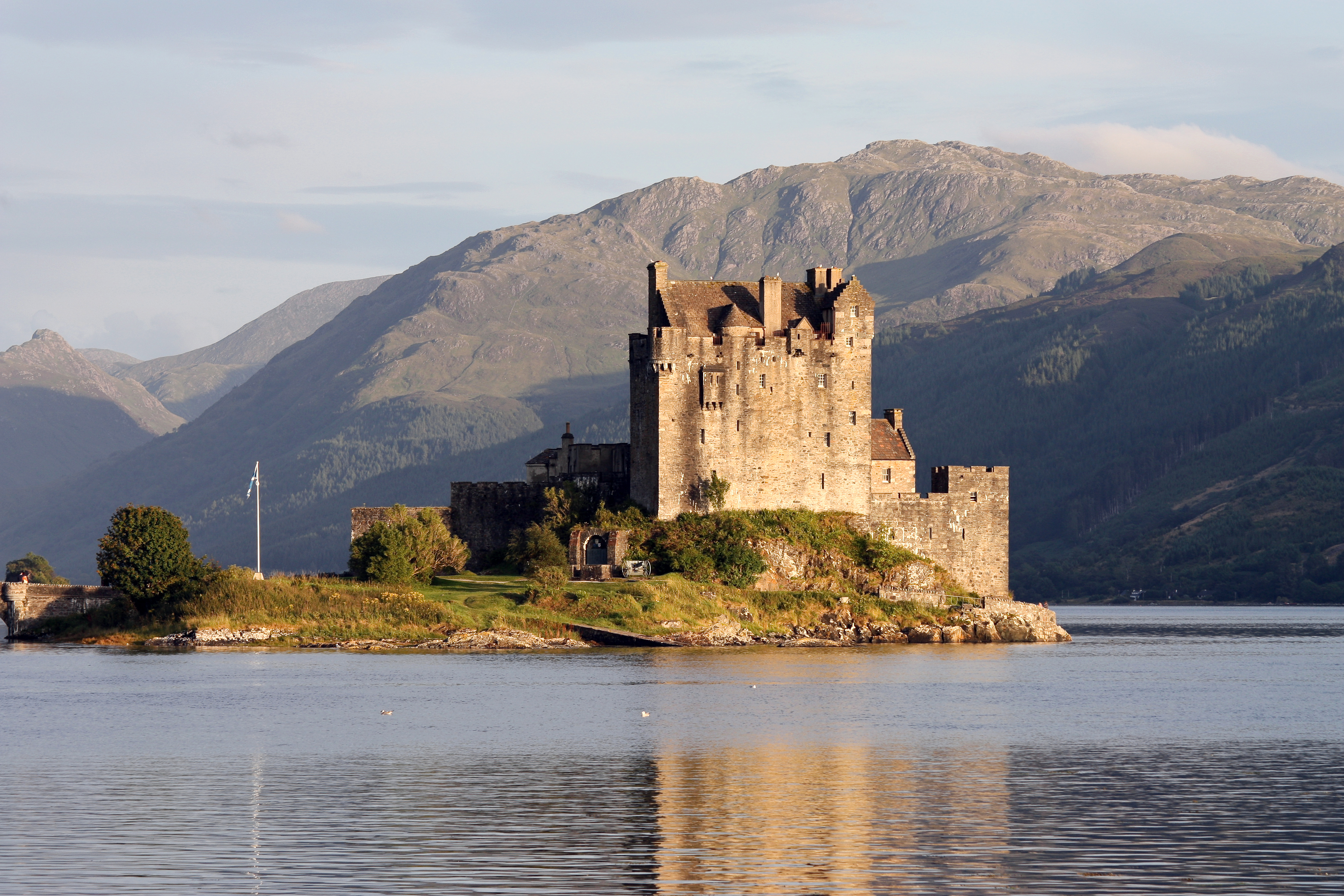
Eilean Donan, du loch Duich, du Highland en Écosse
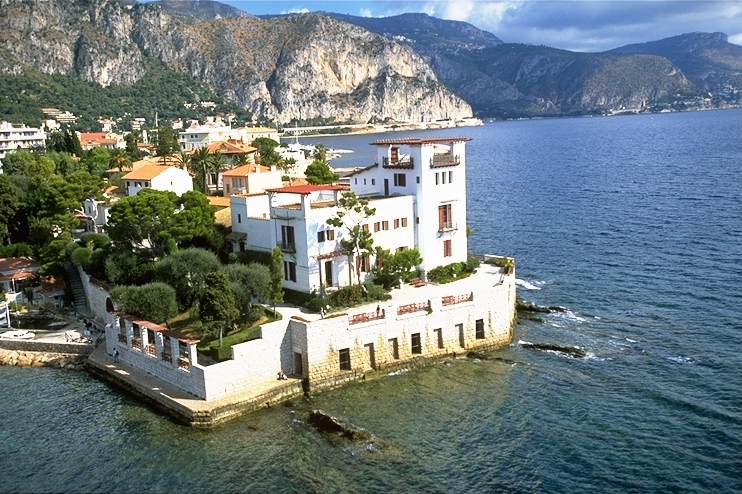
Villa Kérylos, de Beaulieu-sur-Mer sur la Côte d'Azur
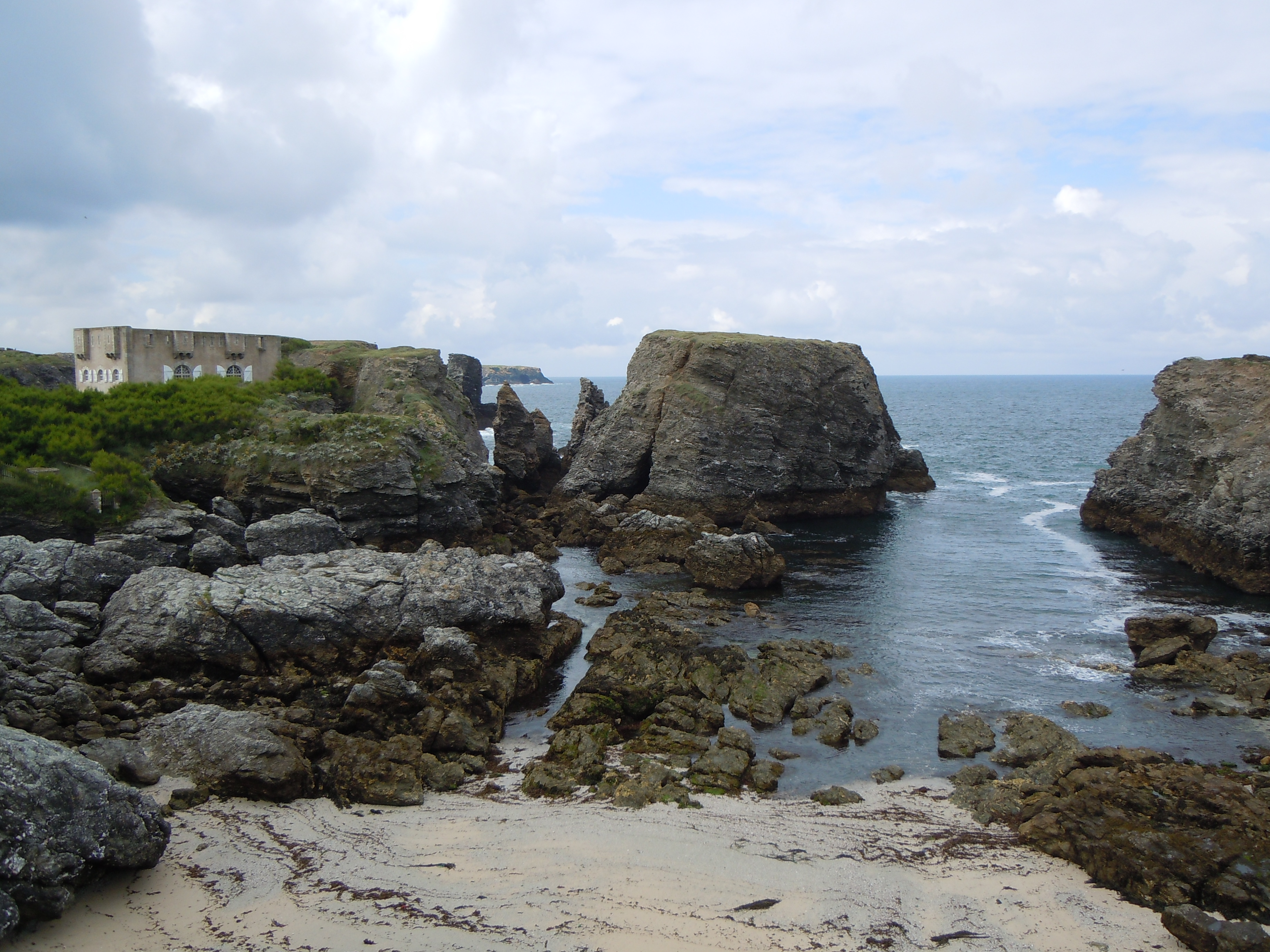
Fort Sarah-Bernhardt, de Belle-Île-en-Mer en Bretagne
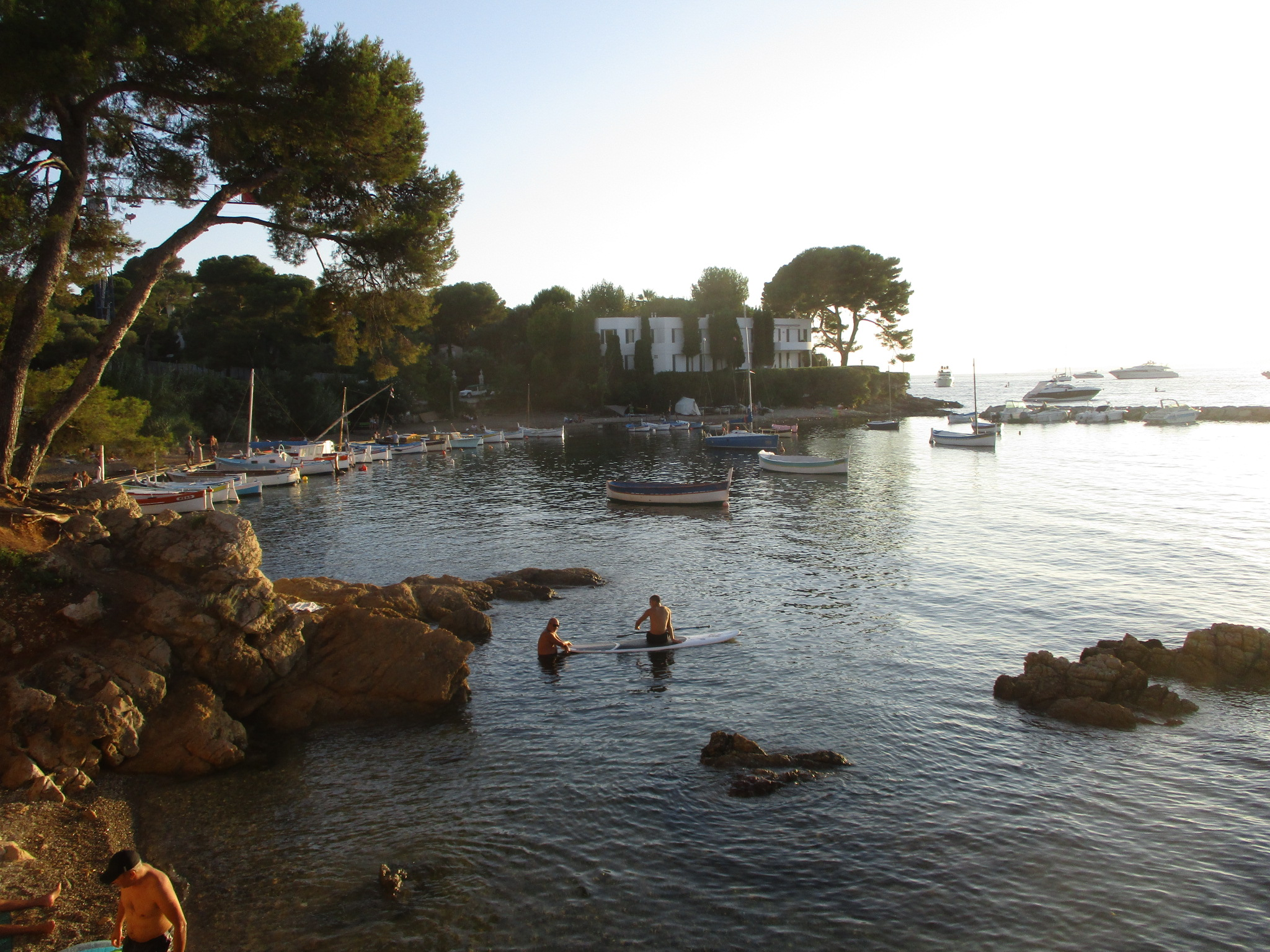
Villa Aujourd'hui, de l'abri de l'Olivette, du cap d'Antibes
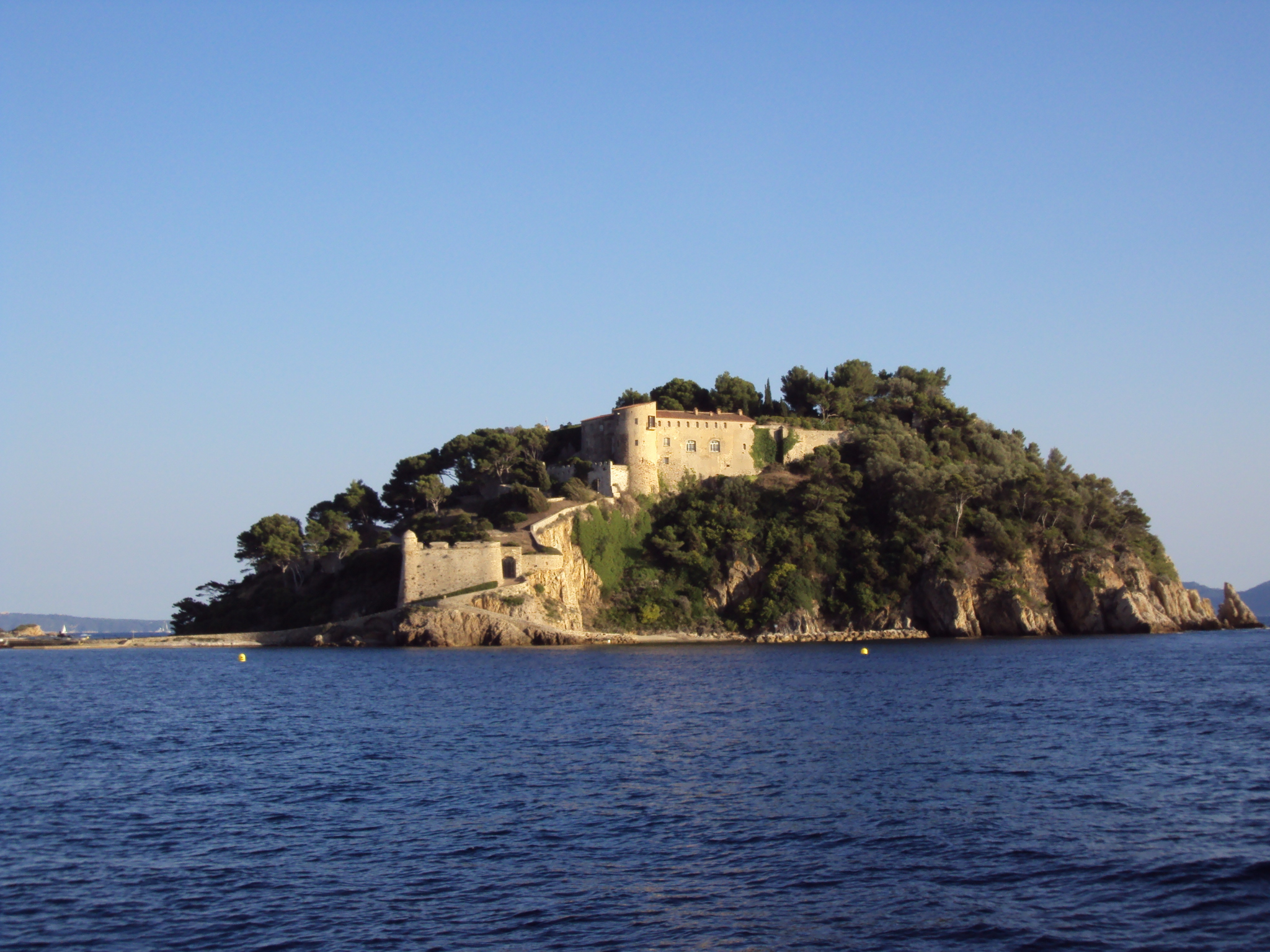
Fort de Brégançon, de Bormes-les-Mimosas, sur le Côte d'Azur
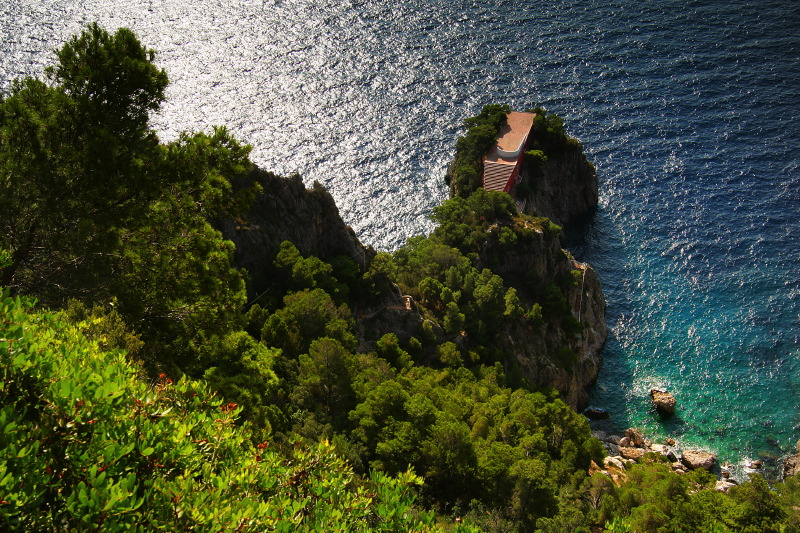
Villa Malaparte, de Capri en Italie